# Табин
Табин (малайск. Taman Hidupan Liar Tabin) — природный заповедник на северо-востоке острова Калимантан в малайзийском штате Сабах. Заповедник был создан в 1984 году для охраны редких видов калимантанской фауны, таких как суматранские носороги, калимантанские слоны и бантенги. Территория Табина составляет 1225 км².
До 1980-х годов в этом регионе активно вырубались леса, поэтому сейчас большую часть заповедника занимает вторичный лес. Девственные джунгли сохранились лишь на отдельных небольших участках.

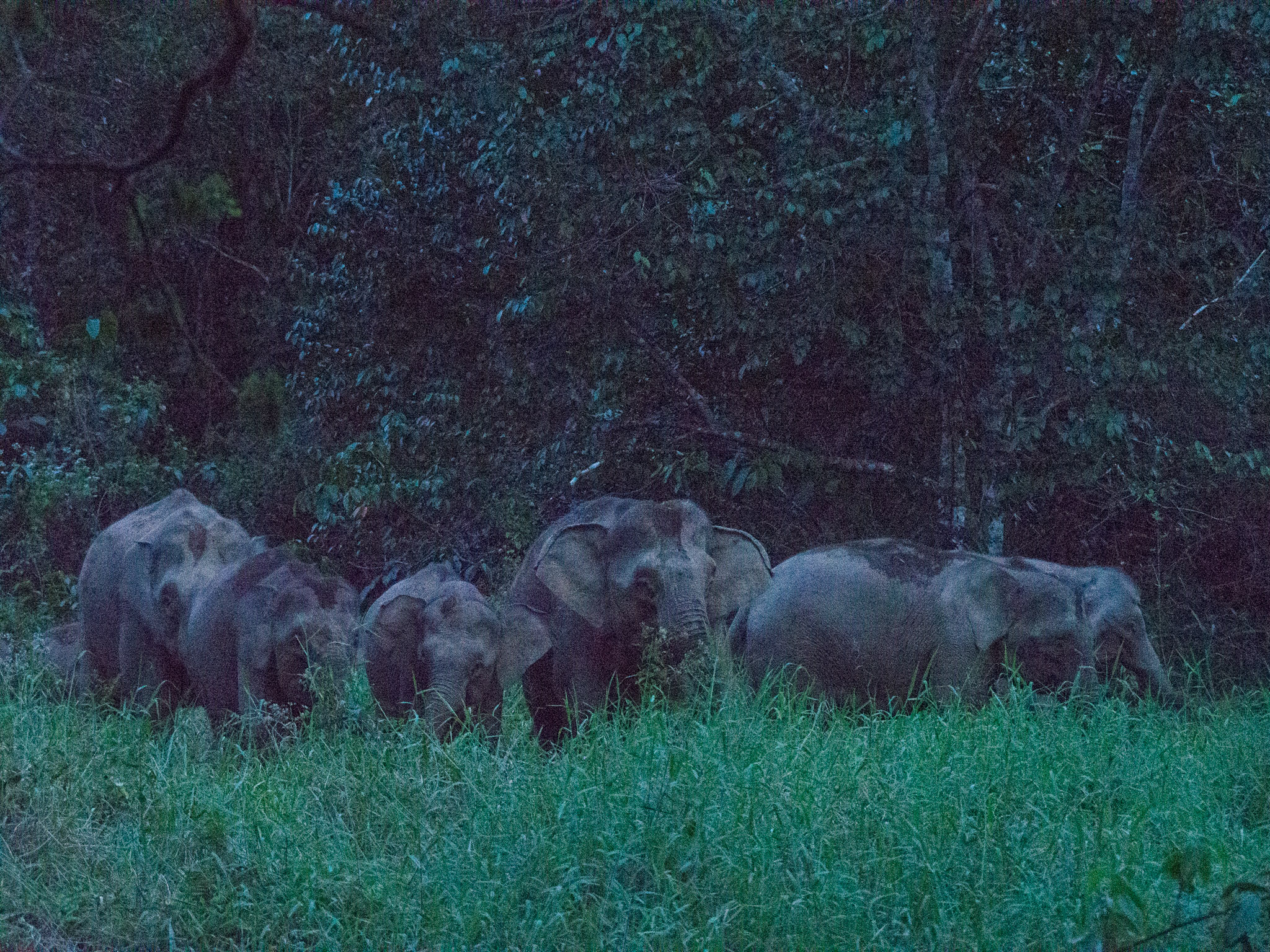
Карликовые калимантанские слоны
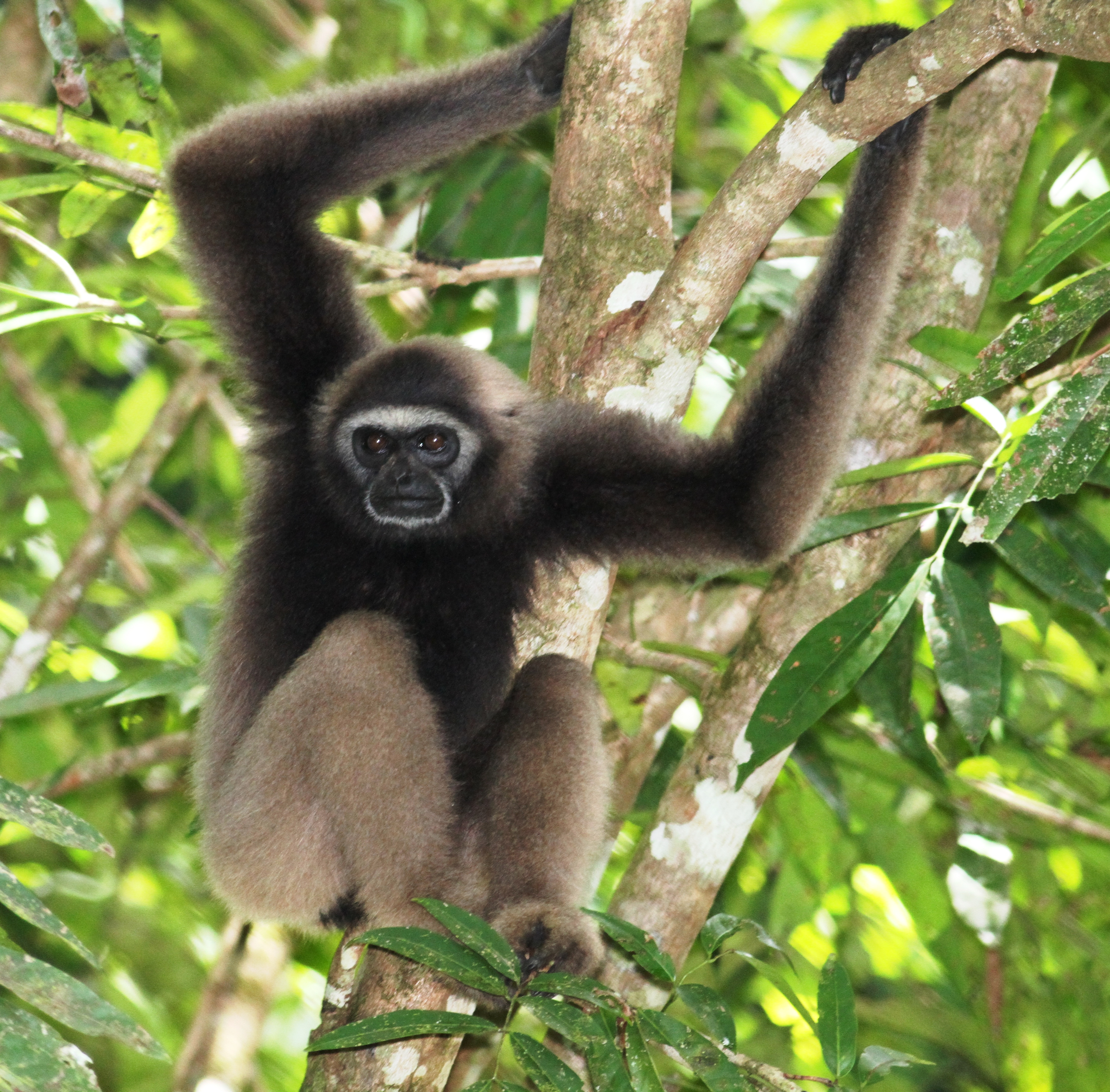
Гиббон Hylobates funereus
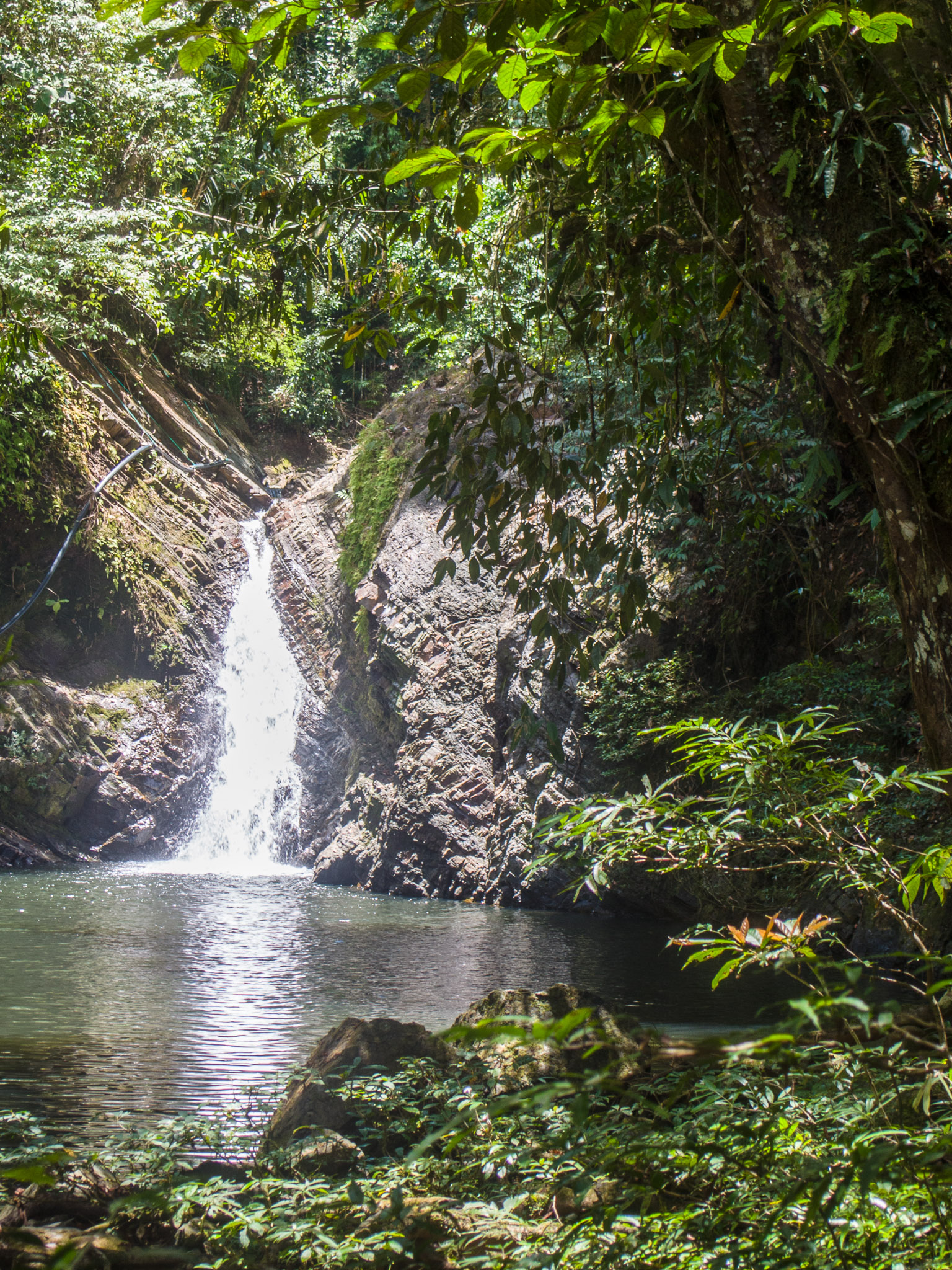
Водопад в лесу
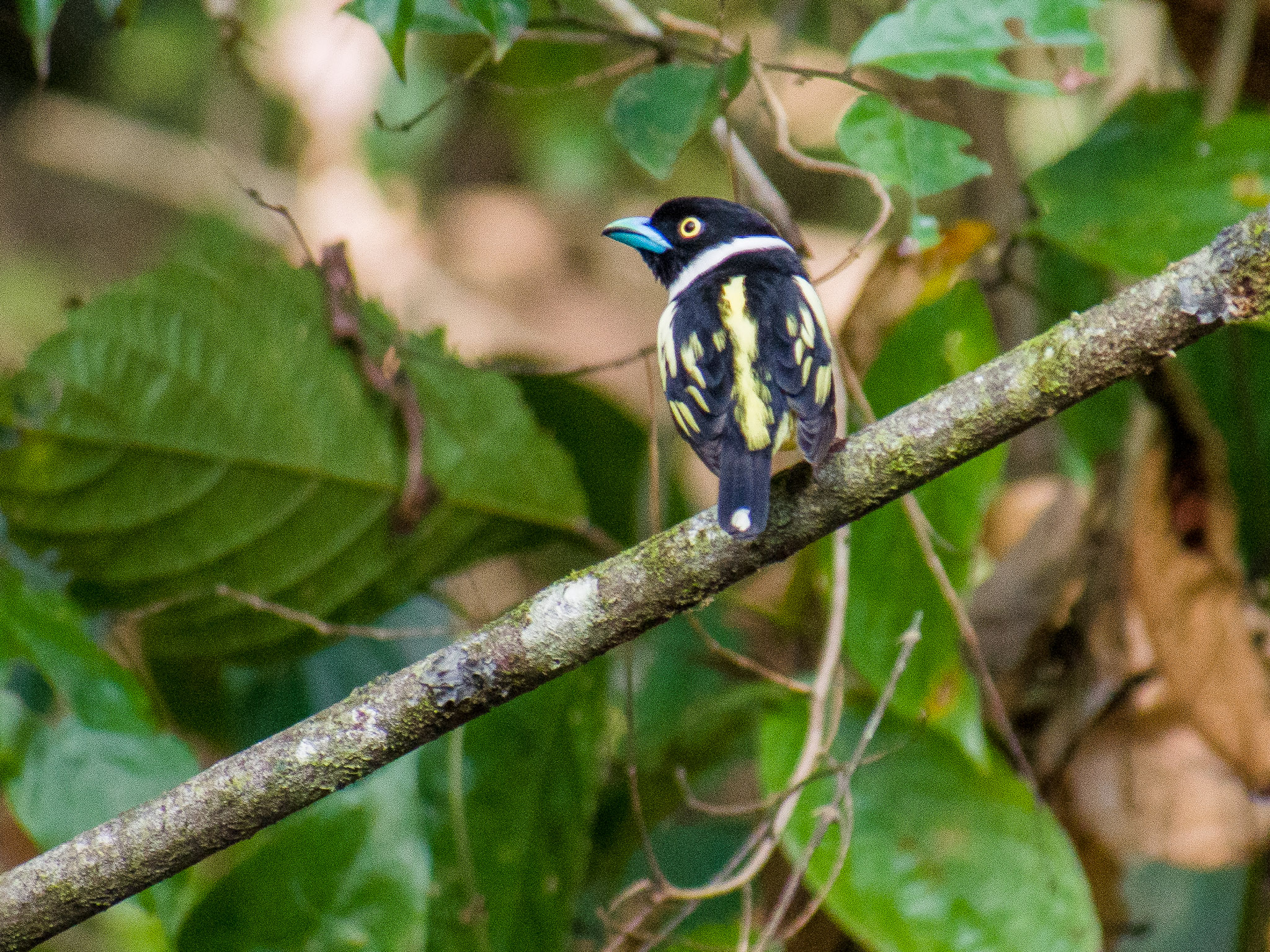
Чёрно-жёлтый рогоклюв